# Совунми, Томас
Томас Совунми (венг. Sowunmi Thomas; 25 июля 1978, Лагос) — венгерский футболист и тренер. Бывший нападающий сборной Венгрии.

## Биография

### Клубная карьера
Родился в городе Лагос в семье нигейрица (йоруба) и венгерки. В 9 лет переехал на родину матери в Венгрию. У него есть младший брат Аттила (р. 1989), выступавший в низших лигах Венгрии.
Профессиональную карьеру начинал в клубе второй лиги Венгрии «Дунаферр». В 1998 году перешёл в клуб высшей лиги «Вашаш», где провёл три сезона. Позже вернулся в «Дунаферр», к тому моменту также выступавший в высшей лиге. В 2003 году подписал контракт с «Ференцварош». В основном использовался в команде в качестве игрока ротации, но выиграл с клубом чемпионат и дважды Кубок Венгрии. В 2005-2007 годах выступал заграницей за чешский «Словацко» и шотландский «Хиберниан». Затем вернулся в Венгрию, где был игроком клубов «Вашаш» и «Шиофок». В 2011 году выступал за кипрский «АПОП Кинирас». С 2012 по 2015 год был игроком клуба второй венгерской лиги «Айко», а также тренером команды в сезоне 2015/16. С 2016 года продолжил выступать на любительском уровне, совмещая игровую карьеру с тренерской. Был играющим тренером клуба «Балатонфюреди».

### Карьера в сборной
Дебютировал за сборную Венгрии 18 августа 1999 года в товарищеском матче со сборной Молдовы (1:1), появившись на замену после перерыва вместо Ференца Хорвата. Стал первым темнокожим игроком в истории сборной. В том же году сыграл в трёх матчах сборной в рамках отборочного турнира чемпионата Европы 2000 и отметился забитым голом в игре с Азербайджаном (3:0). Вызывался в сборную до 2002 года, а затем вернулся в 2006 году, сыграв ещё 2 матча. Всего в составе сборной Венгрии провёл 10 игр и забил 1 гол.

## Достижения
«Ференцварош»
- Чемпион Венгрии: 2003/04
- Обладатель Кубка Венгрии: 2002/03, 2003/04

«Шиофок»
- Победитель второй лиги Венгрии: 2009/10 (западная группа)